# 蕭翔文
蕭翔文（1927年12月15日—1998年7月4日），台灣詩人、歌人、教師，本名蕭金堆，筆名淡星，生於彰化縣田中鎮。「跨越語言的一代」的詩人之一，作品常以中、日文並列的方式發表。

## 略歷
戰前，就讀於台中州立彰化商業學校（現彰化高商），太平洋戰爭時，17歲成為陸軍特別幹部候補生航空兵，曾參加沖繩戰。戰後，就讀於師範大學，後任教於嘉義女高等校。1946年，加入「銀鈴會」。1949年，因白色恐怖，入獄半年，之後放棄寫作，解除戒嚴後，才恢復寫作，先後加入「笠詩社」和日本的短歌會，短歌收錄於《台灣萬葉集》。1995年，出版詩集《相思樹與鳳凰木》。